# D-Link

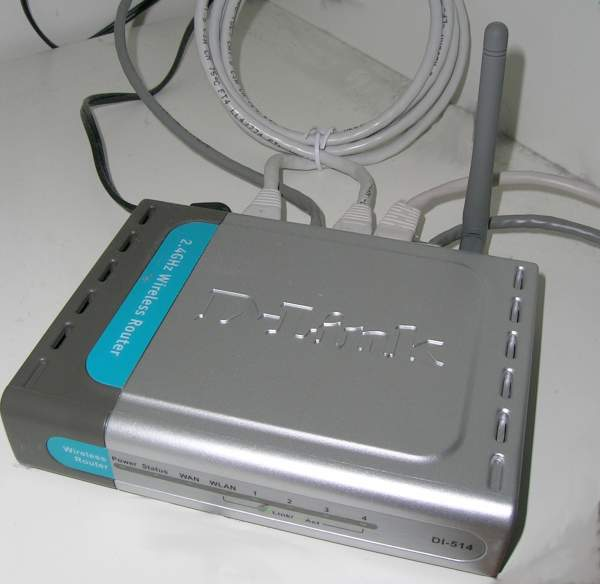
Router D-Link (Modelo DI-514)

D-Link Corporation foi fundada em 1986 em Taipei como Datex Systems Inc. Começou por ser um fabricante de adaptadores de rede e transformou-se numa empresa de design, programadora e fabricante de soluções de rede para os mercados doméstico e empresarial.
Em 2007 foi a empresa de redes líder mundial no segmento de pequenas e médias empresas com 21.9% de market share e, em Março de 2008 consagrou-se líder mundial do mercado em produtos wi-fi, com 33% do total do mercado. Em 2007 , a empresa foi considerada na ‘Info Tech 100’, uma lista composta pelas melhores empresas de TI’s a nível mundial. Ocupou também a 9ª posição da melhor empresa de TI’s no Mundo pela BusinessWeek.
A empresa dispõe de 127 escritórios em mais de 60 países e 10 centros de distribuição mundiais, que servem 100 países a nível mundial. D-Link opera num modelo de canal indirecto, procedendo à venda através de distribuidores, revendedores, retalhistas, VARS e fornecedores de serviços de Telecomunicações.
Os seus maiores concorrentes são a Linksys,TP-LINK, Netgear, HP e 3Com.

## História
D-Link Corporation alterou a sua designação de Datex Systems Inc. em 1994 quando se tornou na primeira empresa de redes no Taiwan Stock Exchange. Estando agora registada nos mercados TSEC e NSE. Foi fundada por sete pessoas incluindo Ken Kao, o último presidente da D-Link. Tony Tsao foi nomeado CEO e Presidente a 21 de Junho 2008.

## Linha de produtos
Os produtos D-Link inserem-se no mercado das comunicações e redes. Os seus produtos empresariais incluem switches, sistemas de segurança e wireless, enquanto os produtos para os utilizadores finais são fundamentalmente, produtos wireless, banda larga e Digital Home (que inclui leitores media, armazenamento e vigilância).
Foi a primeira empresa de redes a lançar produtos Green Ethernet, utilizando uma tecnologia de economia de energia nos seus switches inteligentes e mais tarde, nos roteadores wireless.